# Zabergau

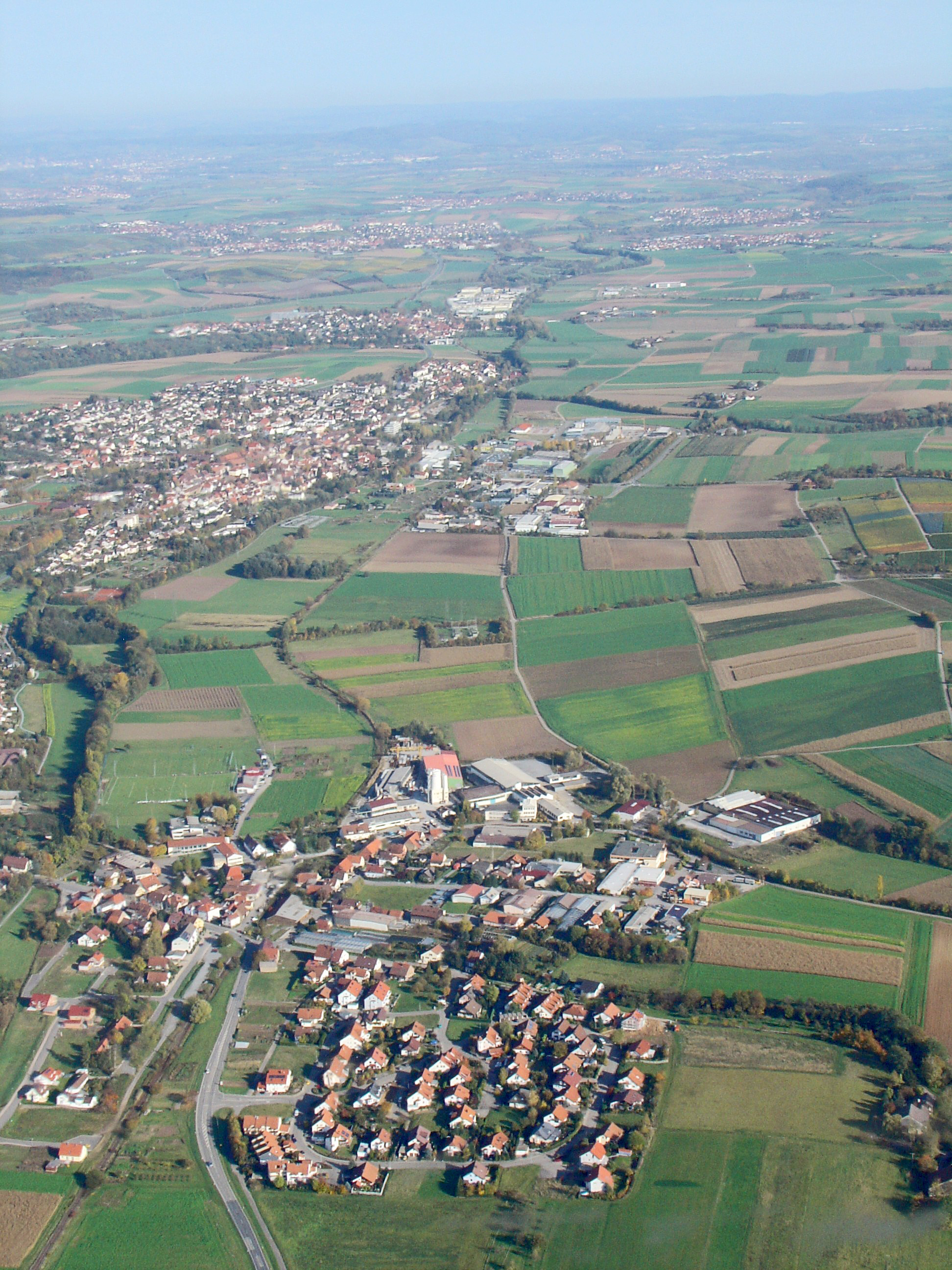
Visió aèrea de la regió.

El Zabergau, també Zabergäu, és una regió de Baden-Württemberg, a uns 40 km al nord de Stuttgart i 50 km a l'est de Karlsruhe. El noms es refereix al Zaber, afluent esquerre del riu Neckar.
El Zabergäu dels més antics assentaments al sud-oest d'Alemanya. Els dos turons adjacents de Keuper estaven habitades probablement des del període Mesolític. Per al Neolític a gairebé tot el terme municipal hi ha les restes d'assentaments. Des de l'Edat de Bronze les restes d'assentament estan en el veïnatge dels llocs d'Hausen, Nordheim, Hohenstein i Sersheim i una urna al cementiri de Meimsheim.
Des de l'època d'Hallstatt apareixen túmuls a Leonbronn i a Heuchelberges. Fins i tot fortificacions a Freudental i restes a altres llocs. Els celtes tenien entre 400 aC i fins al naixement de Crist, un refugi a la muntanya de Michaelsberg. En època romana el Zabergäu estava densament poblat. Entre Lauffen i Güglingen hi havia 14 assentaments, majoritàriament grans villae rústica, que se situen per sobre del nivell d'inundació de la Lösshügel Zaber. Les vies romanes corrien la vall, i unien els assentaments de forma directa, a diferència de temps enrere.
Després de l'expulsió dels romans era Zabergäu foue dels alamans. El Zabergäu va regir-se per la llei de la terra alemànica fins al 1883. Després de la batalla de Zülpich els alamans foren desplaçats pels francs del Zabergäu. Una mica més al sud, aproximadament al llarg de l'Enz, va córrer la frontera de la zona tribal de Suabia. El nom és probablement d'origen franc Zabergäu, ja que els francs preferit aquest nom pel riu en lloc de Gaueinteilung. Va començar a prosperar als segles xii i xiii amb bous assentaments. Les famílies aristocràtiques a l'alta edat mitjana al Zabergäu foren els Magenheimer, els cavallers de la noblesa i la família Neipperg, que es deia originalment Kürnbach. Els contraforts occidentals del corrent de la muntanya es va oposar a la Reforma, sota la influència predominant del monestir de Maulbronn. El Zabergäu fou afectat per la Guerra dels Camperols (1524-1526); una multitud, liderada per Hans Wunderer de Oberpfaffenhofen, va operar a la zona. En la Guerra dels Trenta Anys i la Guerra dels Nou Anys a la vall obert del país del riu Neckar país es van produir lluites i la regió va ser assolada per la fam, les epidèmies i saquejos. Va caldre esperar fins ben entrat el segle xviii perquè el país estigués recuperat de les pèrdues en aquesta ocasió.
A partir del segle xviii va ser fundat el poble de Nordhausen. Contra la voluntat de gran part de la població local es van establir aquí 55 famílies de refugiats valdesa del Piemont, sent l'última colònia valdesa que va ser fundada el Wurttemberg.